# 브뤼셀 왕립음악원
브뤼셀 왕립음악원(프랑스어: Conservatoire Royal de Bruxelles, 네덜란드어: Koninklijk Conservatorium Brussel)은 벨기에 브뤼셀에 위치한 예술 학교이다.
1813년에 설립된 학교로 벨기에에서 가장 오래된 학위 수여 음악 학교이자 세계 유수의 전통을 가진 음악 기관의 하나이다. 네덜란드어를 사용하는 사람과 프랑스어를 사용하는 사람을 위한 강의가 따로 마련되어 있다. 
브뤼셀 왕립 음악원에는 음악 도서관이 있다. 도서관은 대중에게 열려 있다.